# Georges Sagnac
Georges Sagnac (* 14. Oktober 1869 in Périgueux; † 26. Februar 1926 in Meudon-Belleville) war ein französischer Physiker. Er ist Namensgeber des Sagnac-Effekts, ein Phänomen, das die Grundlage des Sagnac-Interferometers und damit auch des seit den 1970ern entwickelten Laserkreisels darstellt.

## Leben
Sagnac studierte 1890 bis 1893 Physik an der École normale supérieure und außerdem an der Sorbonne mit dem Lizenziats-Abschluss in Physik. Zu seinen Lehrern gehörten Marcel Brillouin, Gabriel Lippmann, Edmond Bouty und Jules Violle. Danach war er Präparator im Physik-Labor von Bouty. 1900 wurde er promoviert mit einer Dissertation über Röntgenstrahlen (De l'optique des rayons de Röntgen et des rayons secondaires qui en dérivent). Mit Pierre Curie wies er Photoelektronen bei Bestrahlung mit Röntgenstrahlen nach. Ab 1900 war er Maître de conférences an der Universität Lille und ab 1904 Chargé de cours an der Sorbonne, ab 1912 als Professeur adjointe. 1920 wurde er Maître de conférences für theoretische Physik und Himmelsmechanik um den Professoren Aimé Cotton und danach Anatole Leduc, die den entsprechenden Lehrstuhl innehatten, die Vorlesungen abzunehmen (diese selbst unterrichteten weiter allgemeine Physik). 1926 ging er in den Ruhestand und erhielt den Professorentitel ehrenhalber.
Sein Bruder Philippe Sagnac war Historiker.
Sagnac war Ritter der Ehrenlegion.

## Werk
Er war einer der ersten Forscher in Frankreich, die sich mit Röntgenstrahlen befassten (um 1900). Er griff Wilhelm Conrad Röntgens Arbeiten auf, während er Laborant an der Sorbonne war.
Er gehörte zu einem Kreis aus Freunden und Wissenschaftlern, dem namentlich Pierre und Marie Curie, Paul Langevin, Jean Perrin, und der Mathematiker Émile Borel angehörten.
Im Jahr 1913 zeigte Georges Sagnac, dass wenn Licht in den zwei entgegengesetzten Richtungen auf eine geschlossene Bahn gelenkt wird, welche sich auf einer drehenden Plattform befindet, es zu einer Phasenverschiebung kommt. Der Strahl, der sich mit der äußeren Rotation bewegt, kommt später an als der entgegengesetzt laufende. Die Theorie dieses Experiments war bereits 1911 durch Max von Laue gegeben worden, welcher errechnete, dass sowohl gemäß der Relativitätstheorie als auch dem ruhenden Lichtäther ein positives Ergebnis zu erwarten sei, nur bei vollständig mitgeführtem Äther würde dieser Effekt nicht auftreten. Sagnac hingegen glaubte fälschlicherweise, sein Experiment würde ausschließlich den Äther beweisen und wurde in der Folge ein Gegner der Relativitätstheorie.
Den Sagnac-Effekt beobachtete unwissentlich schon Franz Harres an der Universität Jena 1912 im Rahmen eines Fizeau-Experiments, was allerdings erst Harzer 1914 bei der Analyse des Experiments auffiel.

## Schriften (Auswahl)
- Sur la transformation des rayons X par les métaux. Comptes rendus, 125:230-231, 1897.
- Émission de rayons secondaires par l'air sous l'influence des rayons X. Comptes rendus, 126:521, 1898.
- Sur la transformation des rayons X par les differents corps. Comptes rendus, 128:546-552, 1899.
- Émission de differents rayons inégalement absorbables, dans la transformation des rayons X par un même corps. Comptes rendus, 128:300-303, 1899.
- De l'optique des rayons de Röntgen et des rayons secondaires qui en dérivent... Doktorarbeit, Faculté des sciences de Paris, 1900. no. 380, no. d'ordre 1050.
- Électrisation négative des rayons secondaires produits au moyen des rayons Röntgen. In: Comptes rendus hebdomadaires des séances de l'Académie des sciences. Band 130, S. 1013–1016, 1900; online – mit Pierre Curie
- L’éther lumineux démontré par l’effet du vent relatif d’éther dans un interféromètre en rotation uniforme. In: Comptes Rendus. Band 157, S. 708–710, 1913;
- Sur la preuve de la réalité de l’éther lumineux par l’expérience de l’interférographe tournant. In: Comptes Rendus. Band 157, S. 1410–1413, 1913;